# John Kirby
John Joseph Kirby Jr. (22 d'octubre de 1939-2 d'octubre de 2019) va ser un advocat estatunidenc, conegut per la seva reeixida defensa de Nintendo contra Universal Studios sobre els drets d'autor del personatge de Donkey Kong el 1984, per la qual cosa Nintendo va denominar posteriorment el personatge de Kirby en el seu honor.

## Primers anys i educació
Kirby va néixer a Falls Church, a l'estat de Virgínia, el 22 d'octubre de 1939, fill de John Joseph Kirby, un advocat que va treballar per al govern federal durant més de 40 anys; i Rose L. Pispen Kirby, una treballadora de la llar. Tenia dos germans, Peter Kirby i Michael Kirby; i dues germanes Lisa Greissing i Cecelia Wrasse.
Kirby es va graduar a la Universitat de Fordham el 1961, on va ser president de la delegació d'estudiants i va rebre una beca Rhodes, gràcies a la qual va poder realitzar un grau universitari i un màster al Merton College a la Universitat d'Oxford. Posteriorment va doctorar a la Universitat de Virgínia el 1966.

## Carrera professional
De jove, Kirby va treballar al Departament de Justícia dels Estats Units com a assistent especial del cap de la Divisió de Drets Civils, John Doar, durant l'apogeu del moviment pels drets civils a la dècada de 1960. Va començar al Departament de Justícia com a treballador en pràctiques l'estiu, va reunir registres de votació a tot el sud dels Estats Units que evidenciaven una tendència cap a la discriminació generalitzada contra els afroamericans. Va descobrir l'existència de mètodes, com ara proves d'alfabetització, dissenyats específicament per a excloure els afroamericans del vot i això va ajudar a formar la base de la Llei de Drets Electorals de 1965. Durant el seu pas per la Divisió de Drets Civils, també es va dedicar a escortar personalment nens afroamericans a escoles segregades, envoltat d'agutzils federals. Més tard, va ser nomenat subdirector de la Comissió del President sobre els Disturbis al Campus, fundada arran dels assassinats de quatre estudiants a la Universitat Estatal de Kent.
Kirby finalment va deixar el Departament de Justícia i va passar al sector privat. Va treballar en casos que es van presentar davant el Tribunal Suprem dels Estats Units i va presidir l'històric bufet d'advocats de Wall Street Mudge Rose Guthrie Alexander & Ferdon. Després de la dissolució de Mudge Rose el 1995, es va unir al despatx d'advocats internacional Latham & Watkins LLP, on presidiria el Departament de Litigació de Nova York fins al 2004 i exerciria com a cap del Grup de Pràctica de Tecnologia i Propietat Intel·lectual de l'oficina de Nova York fins al 2007. Durant la seva carrera de quatre dècades, Kirby va representar diverses grans empreses notables en disputes legals, entre les quals hi ha PepsiCo, General Foods i Warner-Lambert.
El cas més conegut de Kirby va ser el Cas Universal City Studios contra Nintendo (1984), del qual es va encarregar com a soci de Mudge Rose. En aquest procés, Kirby va defensar Nintendo contra una denúncia interposada per Universal Studios relativa al videojoc Donkey Kong, el qual, segons Universal, feia ús sense llicència del personatge principal de la seva pel·lícula King Kong. Kirby va guanyar el cas en una victòria històrica per a Nintendo, en demostrar que Universal havia guanyat prèviament una batalla legal contra RKO Pictures que deia que la història i els personatges de King Kong eren de domini públic. Per tant, Universal no tenia cap dret a reclamar la propietat dels personatges i l'escenari bàsic (un home rescatant una dona presa per un gran simi) quan l'estudi originalment va amenaçar amb emprendre accions legals contra Nintendo. Gràcies a aquesta defensa, Kirby va ser considerat com el «salvador de Nintendo» quan va començar a fer-se seu el mercat estatunidenc dels videojocs.
En agraïment per haver ajudat l'empresa, Nintendo va regalar un veler de 30.000 dòlars a Kirby batejat Donkey Kong juntament amb «drets exclusius a tot el món per a fer servir aquest nom en velers». Shigeru Miyamoto també triar el nom del personatge de Nintendo Kirby en honor a Kirby. Es rumoreja que una còpia del joc Kirby's Dream Land finalment va ser enviada a Kirby, que es va sentir complagut i afalagat.

## Vida privada
Kirby es va casar amb Susan Cullman, filla d'Edgar M. Cullman. Va tenir tres fills d'un matrimoni anterior i una fillastra.
Kirby va morir el 2 d'octubre de 2019 a causa de complicacions d'una síndrome mielodisplàstica, vint dies abans de complir 80 anys.